# Монро (округ Адамс, Вісконсин)
Монро (англ. Monroe) — місто (англ. town) в США, в окрузі Адамс штату Вісконсин. Населення — 391 особа (2020).

## Демографія
Згідно з переписом 2010 року, у місті мешкало 398 осіб у 201 домогосподарстві у складі 133 родин. Було 574 помешкання
Расовий склад населення:
| - 99,5 % — білих - 0,3 % — азіатів |

До двох чи більше рас належало 0,3 %. Частка іспаномовних становила 0,5 % від усіх жителів.
За віковим діапазоном населення розподілялося таким чином: 8,3 % — особи молодші 18 років, 58,0 % — особи у віці 18—64 років, 33,7 % — особи у віці 65 років та старші. Медіана віку мешканця становила 57,6 року. На 100 осіб жіночої статі у місті припадало 115,1 чоловіків;  на 100 жінок у віці від 18 років та старших — 109,8 чоловіків також старших 18 років.
Середній дохід на одне домашнє господарство  становив 55 133 долари США (медіана — 49 038), а середній дохід на одну сім'ю — 67 392 долари (медіана — 53 846). Медіана доходів становила 36 750 доларів для чоловіків та 30 417 доларів для жінок. За межею бідності перебувало 5,3 % осіб, у тому числі 0,0 % дітей у віці до 18 років та 4,6 % осіб у віці 65 років та старших.
Цивільне працевлаштоване населення становило 154 особи. Основні галузі зайнятості: освіта, охорона здоров'я та соціальна допомога — 18,2 %, роздрібна торгівля — 16,9 %, мистецтво, розваги та відпочинок — 15,6 %.